# Clarividencia

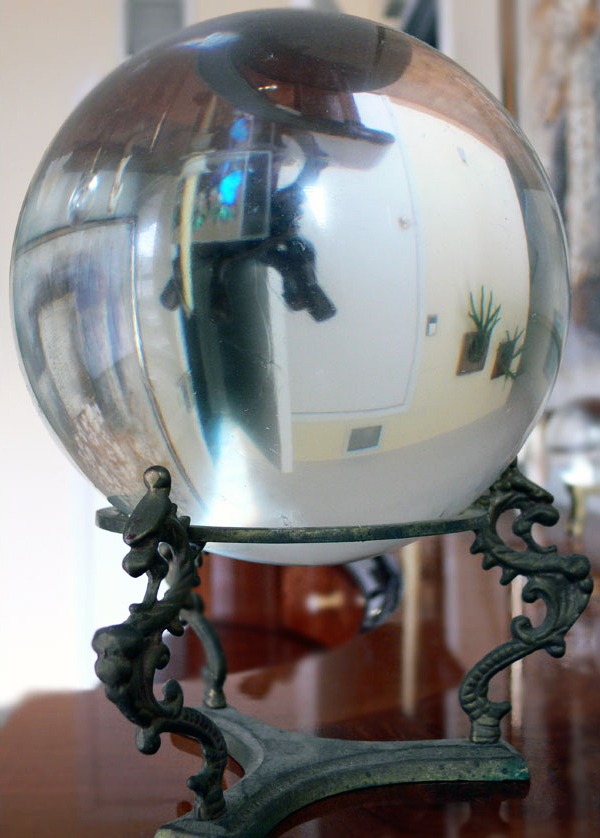
Una bola de cristal en un ambiente adecuado, predispone a algunas personas a creer en el funcionamiento de clarividencia.

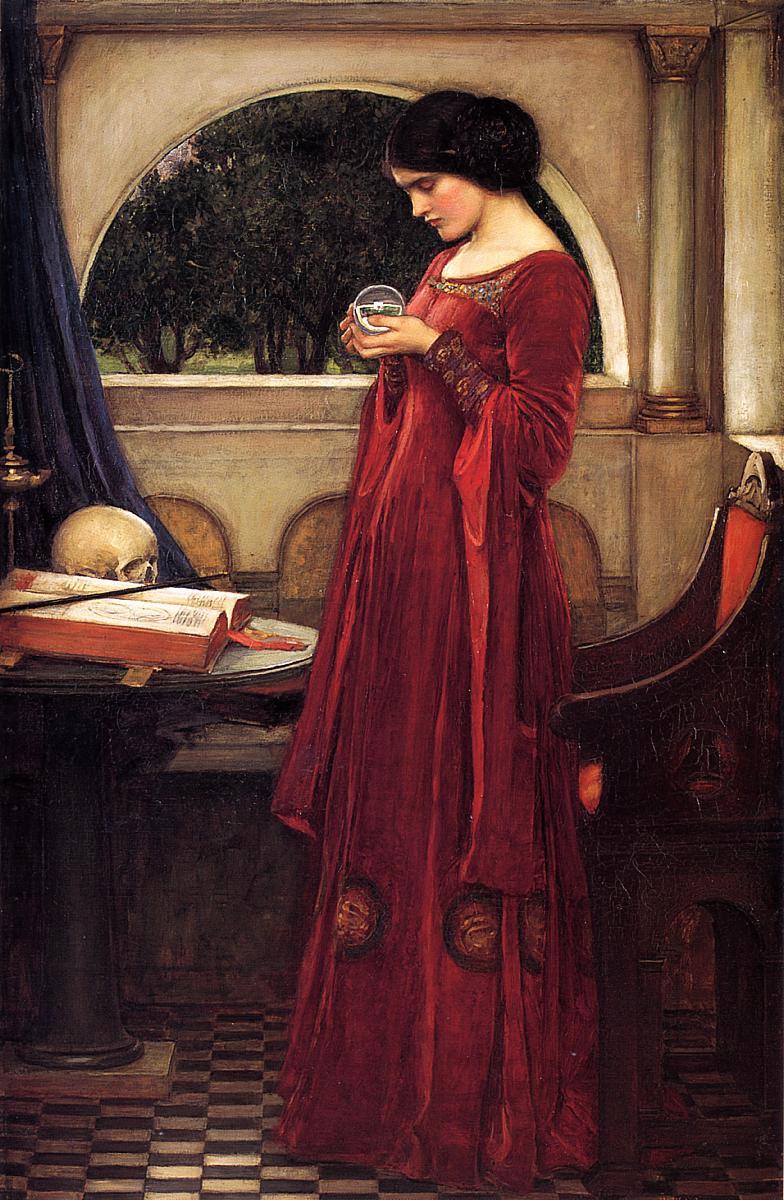
La bola de cristal, John William Waterhouse, 1902.

La clarividencia es la supuesta capacidad de obtener información sobre un objeto, una persona, un lugar o un acontecimiento físico mediante la percepción extrasensorial. Cualquier persona que afirme tener esta capacidad se considera clarividente.
Las afirmaciones sobre la existencia de habilidades paranormales y psíquicas, como la clarividencia, no han sido respaldadas por pruebas científicas. La parapsicología explora esta posibilidad, pero la comunidad científica no acepta la existencia de lo paranormal basándose en su ausencia de evidencia. La comunidad científica considera ampliamente que la parapsicología, incluido el estudio de la clarividencia, es una pseudociencia.

## Historia
Los intentos de comunicarse con los muertos o espíritus, se han documentado desde la historia temprana, habitualmente a través de mitos religiosos o paganos. Esta hipotética capacidad se ha relacionado, en muchos casos, con la clarividencia. La historia de la Bruja de Endor habla de alguien que levantó el espíritu del profeta fallecido  Samuel para permitir que el rey hebreo Saúl cuestione a su antiguo mentor sobre una próxima batalla, como se relata en los Libros de Samuel.
El concepto de médium se hizo bastante popular en los Estados Unidos del siglo XIX y en Reino Unido después del surgimiento del espiritismo como movimiento religioso. Se dice que el espiritismo moderno data de prácticas y conferencias de las hermanas Fox en el estado Nueva York en 1848. Los médiums en trance Pascual Beverly Randolph y Emma Hardinge Britten estaban entre los conferencistas y autores más célebres sobre el tema a mediados del siglo XIX.
Allan Kardec acuñó el término Espiritismo alrededor de 1860. Kardec afirmó que las conversaciones con espíritus por médiums seleccionados fueron la base de su "El libro de los espíritus" y más tarde, su colección de cinco libros, "Codificación de los espíritus.

## Clarividente

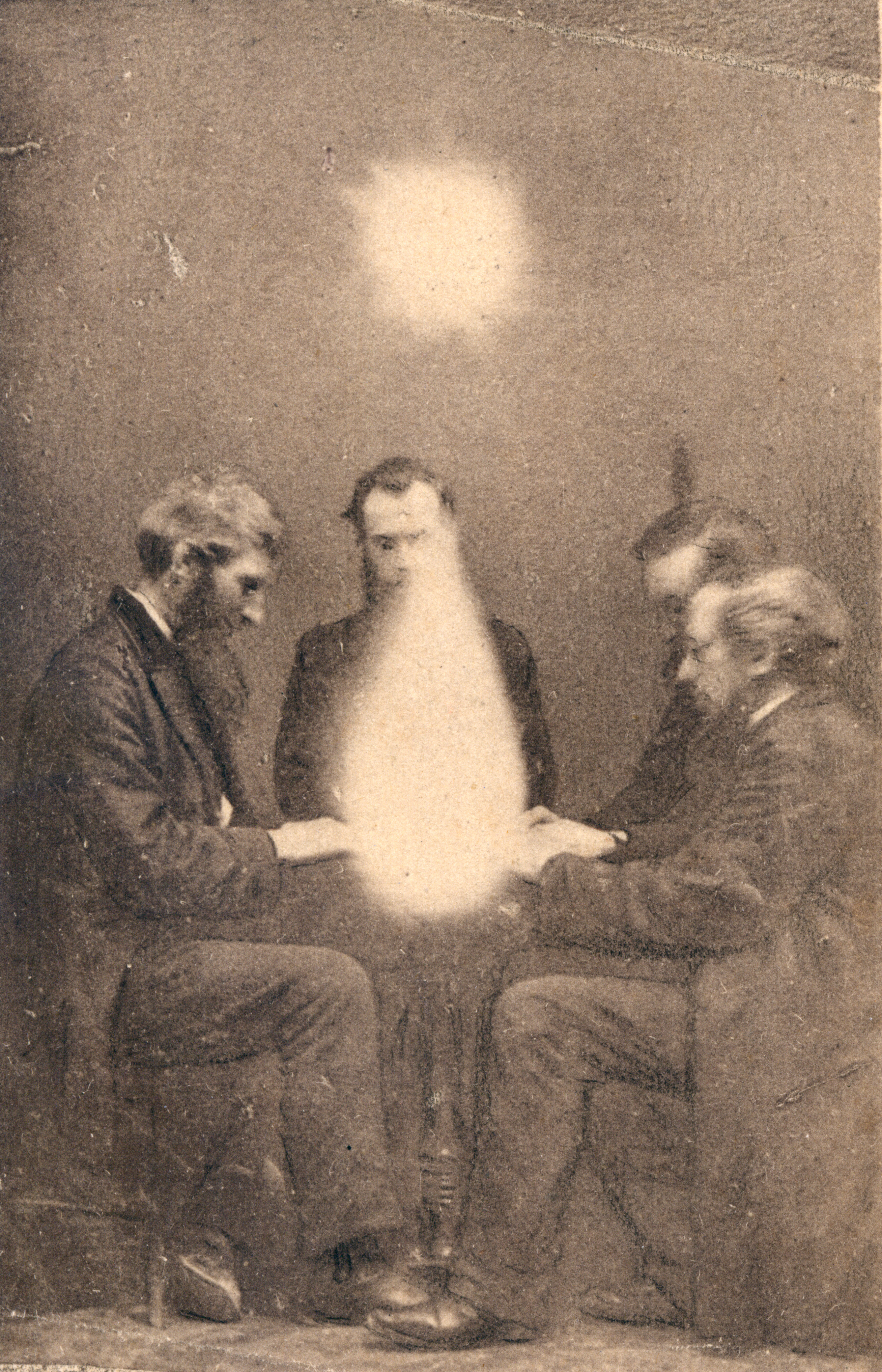
Séance por John Beattie, Bristol, Inglaterra, 1872

Uno de los significados más populares de clarividente lo describe como aquella persona que ha desarrollado la videncia, clarividencia o adivinación de hechos pasados o futuros. Sin embargo, un clarividente es una persona con la capacidad de poseer una percepción que va más allá del potencial común. El clarividente obtiene información usando métodos de percepción extrasensorial.
Otro nombre habitual con el que se relaciona a un clarividente es el de vidente. Las personas que desarrollan las capacidades de clarividencia pueden utilizar, aunque no siempre como requisito indispensable, herramientas complementarias como cartas de tarot, oráculos, bolas de cristal o variados artefactos que, supuestamente, actuarían como canales que les permitirían expresar su capacidad innata.
Es importante señalar que los conceptos de clarividente y vidente suelen presentarse, en algunos casos, como distintos. A veces, señalando que uno de ellos tiene capacidades superiores al otro. Sin embargo, estas discusiones no tienen base racional ni empírica, considerando que ambos conceptos refieren de manera general y popular a personas que pueden ver más allá de lo aparente. También a personas que pueden prever situaciones de futuro y que también pueden intuir aspectos del pasado de una persona, sin necesidad de conocerla previamente.
Otra definición muy unida al concepto de clarividente es la de oráculo, aunque este concepto tiene una connotación histórica más clara, relacionada con los conceptos de adivinación y profecía en la antigua Grecia. En este caso, la función del oráculo es la de transmitir el mensaje de los dioses a personas que requieren de dicha información. El mensaje recibido podía o no tener características predictivas. En la mayoría de los casos, los mensajes del oráculo eran inconexos y necesitaban ser interpretados para su correcta aplicación. 
Desde esta perspectiva, la función de la Pitonisa, canal humano del oráculo, representaría el vestigio más antiguo de lo que hoy se define de manera popular vidente o clarividente. Cabe recordar, además, que estos conceptos suelen estar muy conectados con la parapsicología, que desarrolla la idea de la percepción extrasensorial como explicación al tipo de fenómenos referidos con cualidades de la mente que aún se encuentran en proceso de investigación.

## Problemas físicos
Existen numerosos argumentos físicos que sugieren que la clarividencia es muy poco plausible:
- Medio de transmisión, de acuerdo con el principio de causalidad, para que un evento sea observado se requiere que algún tipo de entidad material sea transmitida desde la fuente al observador. La clarividencia requeriría que algún tipo de partícula material o señal fuese propagada desde el futuro hacia el presente. Ese tipo de partículas tendrían una componente temporal de su vector cuadrimomento negativa, y de acuerdo con el teorema CPT de ser partículas másicas serían de tipo antipartículas que sufrirían aniquilación con partículas del mismo tipo, impidiéndose su propagación al pasado. Naturalmente el argumento no se aplica a partículas sin masa como fotones moviéndose hacia el pasado.
- Medio de percepción, aun asumiendo que algún tipo de partícula o entidad material se propagase en el espacio-tiempo hacia el pasado, queda el problema de como detectar dicha partícula y de como reconstruir esas señales de manera coherente. La vista y el olfato han evolucionado para detectar partículas materiales y traducirlas a señales nerviosas mediante órganos sensoriales complejos. Ninguna estructura cerebral o de otro tipo parece que pudiera detectar partículas o señales que se mueven hacia atrás en el tiempo. Tampoco existe ninguna estructura cerebral que se parezca lo más mínimo a un órgano sensorial complejo capaz de convertir señales de ese tipo en corrientes nerviosas interpretables por el cerebro.